# Censura musicale
La censura musicale è la pratica della mutilazione di opere musicali per vari motivi, derivanti da un'ampia casistica, incluse ragioni morali, politiche o religiose. Può variare dal completo divieto legale imposto dal governo ad un'opera musicale, alla rimozione privata e volontaria di parte del contenuto quando un'opera musicale deve essere eseguita in un determinato contesto.

## Motivazioni

### Decenza
Le canzoni vengono spesso modificate, nella trasmissione alla radio e alla televisione, per rimuovere contenuti che possono essere considerati discutibili per il pubblico di destinazione, come volgarità o riferimenti ad argomenti come il sesso e l'uso di droghe. Questo viene in genere fatto per conformarsi a leggi o codici di condotta sulla trasmissione pertinente e per rendere le canzoni più commerciabili per un pubblico di massa. I brani modificati in questo modo sono spesso indicati come "versione pulita" o "modifica radiofonica" (quest'ultima si riferisce anche a brani che possono essere modificati per una eccessiva lunghezza nella trasmissione radiofonica, una pratica che risale ai limiti di spazio dei dischi in vinile a 45 giri). Le tecniche di modifica comuni includono la distorsione della voce per oscurare le parole offensive (inclusi silenziamento, segnale acustico e mascheramento) o la loro sostituzione con testi alternativi.
La quantità di censura richiesta può variare tra le emittenti, a seconda degli standard e delle pratiche e del loro pubblico di destinazione; ad esempio, Radio Disney impone linee guida sui contenuti più rigorose rispetto alle tradizionali stazioni radio statunitensi, poiché si rivolge principalmente a un pubblico giovanile e all'ascolto delle famiglie. Al contrario, alcune stazioni radio possono relegare le versioni inedite di brani con contenuti discutibili alla trasmissione in onda durante orari ritenuti appropriati, come le ore notturne. Joel Mullis, un tecnico del suono di Atlanta, che è diventato famoso nel settore per il suo lavoro sulle modifiche radiofoniche, ha affermato che il suo lavoro era spesso complicato da standard diversi tra le emittenti (come BET e MTV), che richiedevano modifiche diverse per soddisfare le loro esigenze individuali. La modifica di Mullis di Wait (The Whisper Song) dei Ying Yang Twins  è stata realizzata unendo le voci di altre loro canzoni, ma alla fine è stato necessario riportare il duo nel suo studio dopo aver affrontato le richieste di ulteriori modifiche.
In alcuni casi, un'etichetta discografica può scegliere di rimandare completamente un'uscita se ritiene che l'argomento sia troppo controverso; Sia Ice-T che Paris hanno avuto album gangsta rap trattenuti o posticipati a tempo indeterminato, dalla Warner Records, per problemi di contenuto, con Home Invasion di Ice-T ritardato a causa dei disordini di Los Angeles del 1992 e polemiche su "Cop Killer", una canzone della band metal di Ice-T, Body Count, e Sleeping with the Enemy di Paris sulle sue canzoni "Bush Killa" e "Coffee, Doughnuts, & Death". Insane Clown Posse ha affrontato problemi simili dopo aver firmato con la Hollywood Records, di proprietà della Disney; nonostante il rispetto delle richieste dell'etichetta di censurare canzoni e testi specifici, The Great Milenko è stato richiamato quasi immediatamente dopo la sua uscita (ma non prima di aver venduto 18 000 copie su 100.000 spedite). Tutti e tre i brani passarono a diverse etichette (tra cui Priority Records e Island Records), che pubblicarono i rispettivi album senza modifiche.

#### Esempi noti
Sono state effettuate diverse modifiche alla canzone "Fuck You! di Cee Lo Green, compresa una che ha cambiato il titolo in "Forget You", e una che ha tolto "fuck" senza sostituirlo. Green ha anche eseguito una parodia della canzone su Fox News in un'apparizione su The Colbert Report. I Black Eyed Peas hanno riscritto "Let's Get Retarded", una canzone dal loro album Elephunk, come "Let's Get It Started" da utilizzare come canzone promozionale per la trasmissione televisiva dei playoff NBA 2004. "Let's Get It Started" è stato successivamente pubblicato come singolo autonomo e ha raggiunto la posizione numero 21 della Billboard Hot 100. Durante l'esecuzione della sua canzone " Power " al Saturday Night Live, Kanye West ha sostituito un verso della canzone contenente volgarità e critiche al programma stesso ("Fuck SNL and the whole cast") con testi appena riscritti.
Anche le canzoni contenenti doppi sensi o mondegreen potenzialmente discutibili sono state soggette a censura. Ad esempio, il titolo e il ritornello del singolo di Britney Spears, "If U Seek Amy" poteva essere interpretato come "FUCK me"; la sua etichetta ha pubblicato una modifica radiofonica che ha cambiato la parola "seek" ("cerca") in "see" ("vedi"), al fine di rimuovere il gioco di parole. Preoccupazioni simili sono state sollevate dalle stazioni radio su "Don't Phunk with My Heart" dei Black Eyed Peas al momento della sua uscita, poiché la parola "phunk" (un deliberato errore di ortografia di "funk") avrebbe potuto essere interpretata erroneamente dagli ascoltatori come "fuck". Ciò ha portato l'etichetta a pubblicare una modifica che ha cambiato la parola in "mess" ("disordine"). Meghan Trainor ha registrato una versione alternativa del suo singolo di debutto "All About That Bass" per Radio Disney e stazioni conservatrici contemporanee per adulti, rimuovendo le metafore della canzone.
La censura della musica non si limita al contenuto del testo; MTV ha modificato la canzone di M.I.A., Paper Planes, sostituendo i suoni degli spari, nel ritornello, con effetti sonori alternativi e rimuovendo un riferimento alla cannabis. Modifiche del suono simili sono state utilizzate quando M.I.A. ha eseguito la stessa canzone al Late Show con David Letterman (trasmesso dalla CBS). M.I.A. ha successivamente criticato sia MTV che Late Show per aver censurato la sua canzone.

#### Critica
Alcuni ascoltatori hanno espresso insoddisfazione per le modifiche apportate alle canzoni nelle trasmissioni radiofoniche, sostenendo che compromettono l'integrità artistica della canzone originale e incoraggiano gli ascoltatori a cercare piattaforme alternative che non siano soggette a tale censura, come lo streaming digitale. Allo stesso tempo, le modifiche sono considerate una concessione necessaria per la trasmissione radiofonica anche se possono influenzare la performance complessiva di una canzone. L'album di debutto degli N.W.A, Straight Outta Compton (che aveva suscitato polemiche per la sua canzone "Fuck tha Police") contiene una canzone intitolata "Express Yourself", che critica la censura radiofonica della musica come inibizione della libera espressione. "Express Yourself" è l'unica canzone dell'album a non contenere volgarità.

### Sensibilità
Alcune canzoni possono essere eliminate o ridotte, dalle emittenti, se ritenute inadatte da riprodurre a seguito di eventi specifici. Dopo gli attentati dell'11 settembre 2001, i direttori dei programmi del conglomerato radiofonico Clear Channel hanno compilato un elenco interno di canzoni dal "testo discutibile", che includevano varie canzoni con temi legati alla guerra, alla morte, alla distruzione, alla fuga o a New York City, e tutte le canzoni dei Rage Against the Machine. Slate ha notato diverse scelte insolite nella lista, tra cui "Walk like an Egyptian", due canzoni di Cat Stevens (Stevens si era convertito alla fede islamica e aveva cambiato il suo nome in Yusuf Islam), e l'"inno esplicitamente pacifista" di John Lennon "Imagine".
All'indomani del disastro dello Space Shuttle Columbia, nel febbraio 2003, "19 Somethin' di Mark Wills è stata temporaneamente ritirata da alcune stazioni radio in quanto contenente un testo che fa riferimento al Disastro dello Space Shuttle Challenger. Sempre quel mese, l'allora imminente video musicale di Madonna, American Life, generò polemiche a causa delle sue immagini politicizzate e "non patriottiche" sulla scia dell'Invasione dell'Iraq guidata dagli Stati Uniti, di una sfilata di moda con donne vestite in divisa militare, e per una scena in cui la cantante lancia un accendino a forma di granata a un sosia di George W. Bush per accendere il suo sigaro. A causa della risposta negativa, Madonna ritirò il video, nell'aprile 2003, prima della prima esecuzione pubblica, poiché non voleva "rischiare di offendere chiunque potesse interpretare erroneamente il significato di quel video".
Nel 2006, dopo che Gary Glitter era stato condannato per abusi sessuali su minori in Vietnam, la National Football League vietò la registrazione originale della sua canzone "Rock and Roll" (che veniva comunemente suonata in occasione di eventi sportivi statunitensi) dall'essere riprodotta durante le partite. Mentre la NFL consentiva ancora la riproduzione di una cover della canzone, nel 2012 la lega chiese alle sue squadre di "evitare" di suonare la canzone, a seguito dell'accoglienza negativa da parte dei media britannici per il suo uso continuato da parte dei New England Patriots e la possibilità che avrebbe potuto essere eseguita durante il Super Bowl XLVI.
Nel 2009, dopo che Chris Brown avrebbe avuto un presunto alterco fisico con la sua allora fidanzata Rihanna, varie stazioni radio iniziarono a rimuovere volontariamente la musica di Brown dalle loro playlist come condanna delle sue azioni. Nel dicembre 2013, HMV rimosse l'intero catalogo dei Lostprophets dai suoi negozi dopo che il cantante del gruppo, Ian Watkins, era stato accusato di tredici reati sessuali contro i bambini.
Alla fine del 2018, la stazione radiofonica di Cleveland, WDOK, ha eliminato "Baby, It's Cold Outside" , uno standard pop del 1944 eseguito nel periodo natalizio, dalla sua playlist musicale natalizia, citando che alcune interpretazioni dell'argomento della canzone erano troppo delicate sulla scia del Movimento Me Too contro le molestie e le aggressioni sessuali. La mossa ha spinto altre emittenti (tra cui due dei principali gruppi radiofonici commerciali del Canada e la CBC Radio statale) a seguire l'esempio. La decisione ha suscitato controversie tra i critici e il pubblico in generale, con i contrari che sostenevano che le possibili implicazioni dello stupro citato nella canzone non erano in linea con le attuali norme sociali, mentre i favorevoli sostenevano che la decisione era un appello al politicamente corretto. La CBC in seguito ha annullato la sua decisione, mentre un sondaggio condotto dalla stazione radiofonica di San Francisco KOIT evidenziò che solo il 23% dei partecipanti si opponevano alla canzone.
Nel marzo 2019, alcune stazioni radio (in particolare quelle di Cogeco nella provincia canadese del Quebec e Radio New Zealand ), hanno iniziato a ritirare la musica di Michael Jackson, dalla rotazione, in risposta al documentario di Channel 4/HBO, Leaving Neverland, che presentava accuse di Wade Robson e Jimmy Safechuck secondo i quali Jackson aveva abusato sessualmente di loro da bambini. Cumulus Media ha dichiarato di aver consentito alle sue stazioni di prendere decisioni in merito caso per caso.

### Questioni legali
Canzoni e album possono, in alcuni casi, essere censurati a causa di problemi di copyright (in particolare relativi al campionamento) o altri problemi legali. L'album  1987 What the Fuck Is Going On? dei The KLF venne ritirato dalla distribuzione in seguito alla denuncia degli ABBA, la cui musica era stata utilizzata nell'album senza il loro consenso. L'album di The Notorious B.I.G., Ready to Die, venne ritirato in modo simile a seguito di una causa intentata dalla Bridgeport Music per campioni non autorizzati.
Su richiesta della Atlantic Records, il musicista parodista "Weird Al" Yankovic non poté pubblicare "You're Pitiful", la sua parodia della canzone di James Blunt, "You're Beautiful", anche se lo stesso Blunt aveva approvato la satira. Successivamente venne invece pubblicato come singolo gratuito online.

## Per paese

### Afghanistan
Durante i cinque anni del governo talebano in Afghanistan, tra il 1996 e il 2001, tutta la tecnologia e l'arte occidentali, inclusa la musica, furono proibite.

### Australia
L'Australian Recording Industry Association (ARIA) e l'Australian Music Retailers Association (AMRA) mantengono un sistema di autoregolamentazione noto come "Recorded Music Labeling Code of Practice", che utilizza un sistema di classificazione a tre livelli per i contenuti discutibili nelle registrazioni musicali. Il "Livello 1" si applica ai contenuti di "impatto moderato" (compresi "linguaggio aggressivo poco frequente o fortemente volgare; o riferimenti di impatto moderato all'uso di droghe, violenza, attività o temi sessuali"), "Livello 2" per "impatto forte" ("linguaggio aggressivo frequente o fortemente volgare", o forti riferimenti all'uso di droghe, violenza, attività o temi sessuali) e "Livello 3" per contenuti "ad alto impatto" (riferimenti grafici e di grande impatto a uso di droghe, violenza, attività o temi sessuali). La classificazione di Livello 3 è stata introdotta nel marzo 2003 e richiede che gli acquirenti abbiano più di 18 anni. Il codice vieta la distribuzione o la vendita di qualsiasi registrazione con materiale che superi la classificazione di livello 3, che includa contenuti "che promuovono, incitano, istruiscono o descrivono, a scopo di sfruttamento o gratuitamente, abuso di droghe, crudeltà, suicidio, violenza criminale o sessuale, abuso di minori, incesto, bestialità o qualsiasi altra attività rivoltante o ripugnante in modo tale da provocare indignazione o estremo disgusto".
La legge doganale australiana vieta inoltre l'importazione di qualsiasi prodotto che "descrive, raffigura, esprime o tratta in altro modo questioni di sesso, abuso di droghe o dipendenza, criminalità, crudeltà, violenza o rivolta o fenomeni aberranti in modo tale da offendere gli standard di moralità, decenza e decoro generalmente accettati dagli adulti ragionevoli”. Nel 2003, le copie di un album della band grindcore Intense Hammer Rage vennero sequestrate dall'Australian Customs Service e i tre membri della band vennero multati di 500 dollari australiani ciascuno per aver violato la legge doganale. Le violazioni erano incentrate sull'aberrante soggetto dell'artwork dell'album e sui testi stampati; gli album erano stati prodotti negli Stati Uniti dalla loro etichetta discografica e importati in Australia per la distribuzione. La band criticò il sequestro come una limitazione della libertà di parola.
Nel maggio 1990, Nick Franklin, direttore ad interim del notiziario della stazione radio Triple J dell'Australian Broadcasting Corporation, fu sospeso dalla direzione della ABC dopo aver fatto trasmettere una parte della canzone "Fuck tha Police" dei N.W.A. La canzone era stata messa in onda dalla stazione per diversi mesi, ma il capo della radio ABC, Malcom Long, chiese che fosse tolta dalla trasmissione. Per protestare contro la sospensione, lo staff di Triple J scioperò e la stazione trasmise la canzone in loop. L'acrobazia si concluse dopo che l'ABC risolse la disputa e reintegrò Franklin. La canzone venne eseguita 82 volte di fila.

### Canada

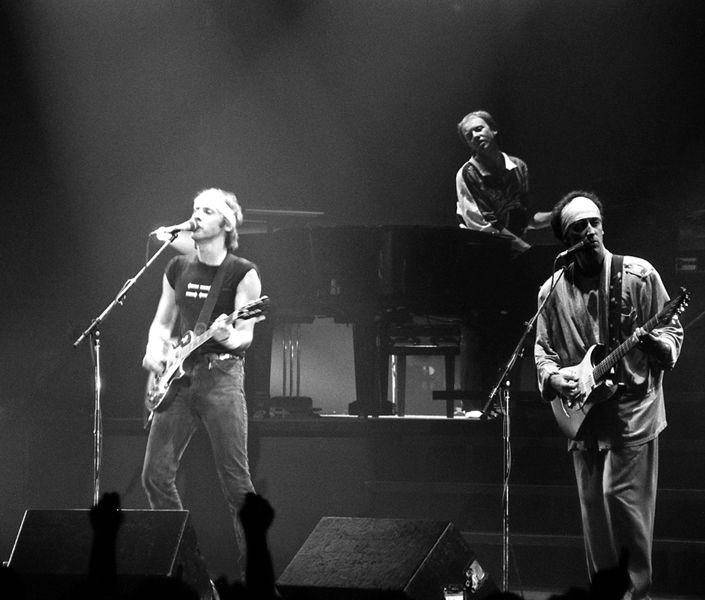
La canzone dei Dire Straits " Money for Nothing" " fu oggetto di una decisione da parte degli autoregolatori delle trasmissioni in Canada.

In Canada, i contenuti trasmessi dalla radio e dalla televisione sono autoregolamentati dal Canadian Broadcast Standards Council (CBSC) in base al codice della Canadian Association of Broadcasters (CAB). Il CBSC agisce sui reclami presentati dal pubblico. Il Codice CAB vieta la trasmissione radiofonica di un linguaggio indebitamente volgare o di materiale sessualmente esplicito, e contenuti che esaltino la violenza. Nei casi più evidenti può intervenire la Canadian Radio Television and Telecommunications Commission (CRTC).
Nel 2011, il panel Atlantic della CBSC, in risposta a una denuncia contro CHOZ-FM, stabilì che la versione originale del singolo del 1985 dei Dire Straits, Money for Nothing, aveva violato il codice etico, a causa del suo uso della parola "frocio", un insulto omofobo. Tuttavia, il CRTC invitò la CBSC a rivedere la decisione con un panel nazionale, poiché "ha suscitato una forte reazione pubblica e ha creato incertezza per le stazioni radio private in tutto il paese". In particolare, il CRTC chiese alla CBSC di considerare il contesto generale del termine in relazione al resto della canzone, e l'uso del termine al momento della pubblicazione della canzone. La CBSC ribaltò la sentenza; mentre i relatori avevano convenuto che l'insulto era inappropriato, lo considerarono satirico e non odioso nel contesto. Fu anche notato che il cantante Mark Knopfler aveva sostituito la parola stessa con una alternativa (come "queenie") durante le esibizioni dal vivo, il che era considerato un'ammissione che la sua scelta originale era di cattivo gusto. La CBSC dichiarò che spettava alle singole stazioni trasmettere o meno la versione inedita.
La sentenza e la controversia furono ridicolizzate dai critici; il veterano della radio canadese Alan Cross commentò che la controversia "ha fatto sembrare sciocco il Canada", osservando che: "Ho parlato con persone provenienti dagli Stati Uniti e dal Regno Unito e mi hanno detto: 'Cosa c'è che non va in voi? Non lo capite? È uno scherzo. È una satira. Non avete capito il contesto?'" L'editorialista del National Post, Chris Selley, descrisse la nuova sentenza della CBSC come un "classico della commedia" e una "colossale perdita di tempo", spiegando che "una cosa è per un censore decidere se qualcosa è legittimamente artistico; un'altra è dichiarare se più o meno gode dell'arte".

### Cina
Durante il governo di Mao Zedong, la "Musica Gialla" divenne oggetto di critiche e censure, poiché il Partito Comunista Cinese considerava la musica pop shidaiqu come indecente, e i critici consideravano i sentimenti delle canzoni d'amore attraenti solo per la piccola borghesia. Il genere venne anche criticato per i suoi collegamenti con la musica jazz americana, a causa del sentimento antiamericano della guerra di Corea. Ciò fece sì che molti artisti associati allo shidaiqu, tra cui Li Jinhui (che era stato accreditato come una figura di spicco nel genere) e Chen Gexin, venissero etichettati come "di destra" e perseguitati. Il pop di Shanghai venne sostituito dalla musica rivoluzionaria che promuoveva il maoismo e altre ideologie del Partito Comunista. Molti artisti di Shanghai si rifugiarono a Hong Kong, dove il genere raggiunse il suo apice negli anni 1950 fino alla fine degli anni 1960, quando venne sostituito dal pop taiwanese (adattamenti in mandarino di canzoni enka giapponesi) (e in seguito dal Cantopop). Nel 1966 Tian Han, autore dell'inno nazionale cinese "Marcia dei volontari", fu imprigionato per la sua opera allegorica Xie Yaohuan (che criticava il regime di Mao) in uno dei primi colpi di scena della Rivoluzione Culturale. Le sue opere furono bandite, portando alla creazione de "L'Oriente è rosso", una canzone che glorificava il culto della personalità di Mao, che venne usata come inno nazionale de facto in quel periodo.
In epoca contemporanea sono state oggetto di censura anche le opere musicali che criticano, o potrebbero essere interpretate come critiche, nei confronti del governo cinese. L'album dei Guns N' Roses, Chinese Democracy è stato bandito nel paese, poiché la sua title track critica il governo cinese e contiene riferimenti al Falun Gong (un movimento spirituale soggetto a persecuzione in Cina). La canzone "Legacy" nell'album Yes dei Pet Shop Boys del 2009 è stata cambiata in uno strumentale per la sua uscita cinese, poiché contiene nel testo "governments fall". Nel luglio 2017, è stato riferito che Justin Bieber era stato bandito dall'esibirsi nel paese, per "una serie di cattivi comportamenti, sia nella sua vita sociale che durante una precedente esibizione in Cina, che ha causato malcontento tra il pubblico".
La Cina ha storicamente condannato o bandito qualsiasi musicista che sostenesse pubblicamente l'indipendenza del Tibet o interagisse in altro modo con il Dalai Lama; nel 2008, Björk cantò "Tibet, Tibet" in pubblico durante l'esecuzione di "Declare Independence" durante un concerto a Shanghai. Zhou Heping dichiarò che la canzone, che non era stata autorizzata dalle autorità cinesi, aveva causato "insoddisfazione tra la maggioranza del pubblico cinese". Descrisse il caso di Björk come un incidente isolato e negò che il Ministero della Cultura volesse limitare ulteriormente le esibizioni di opere occidentali nel paese in risposta all'incidente, dal momento che la Cina voleva che musicisti internazionali si esibissero in occasione delle Olimpiadi estive. Nel 2013, alla band di musica elettronica tedesca Kraftwerk vennero negati i visti d'ingresso per la loro intenzione di esibirsi al concerto Free Tibet del 1999 a Washington, che venne poi cancellato a causa del maltempo. Ai Maroon 5 vennero cancellati alcuni concerti dopo che il membro della band, Jesse Carmichael, aveva postato un messaggio su Twitter per l'80º compleanno del Dalai Lama, e i concerti degli Oasis in Cina vennero cancellati dopo che il cantante Noel Gallagher si era esibito in un concerto del Free Tibet a New York City. Nel 2016, il Dipartimento della pubblicità bandì Lady Gaga dopo che aveva pubblicato un video del suo incontro con il Dalai Lama prima di una conferenza a Indianapolis.
Nel luglio 2016, la musica e l'intrattenimento sudcoreani furono oggetto di un boicottaggio volontario in Cina, come rappresaglia per lo stazionamento di un sistema di difesa missilistico THAAD per proteggersi dagli attacchi della Corea del Nord (che ha legami diplomatici con la Cina). Ai gruppi musicali K-pop, e al soprano Sumi Jo, vennero cancellati concerti. Anche le quotazioni delle azioni di SM Entertainment e YG Entertainment crollarono, poiché le società di intrattenimento sudcoreane avevano investito sempre più in Cina per trarre vantaggio dall'ondata coreana. Nel novembre 2017, in seguito alla risoluzione della controversia THAAD, i media cinesi iniziarono ad alleviare la loro censura sulla musica coreana.
Do You Hear the People Sing? da Les Misérables venne ritirato dallo streaming musicale cinese sulla scia delle proteste ad Hong Kong del 2019-2020, poiché la canzone venne considerata una canzone di protesta.

### Corea del Sud
A causa delle tese relazioni tra Giappone e Corea del Sud in seguito alla fine del dominio giapponese, il governo coreano ha imposto varie restrizioni (apparentemente destinate a colpire il Giappone) all'importazione di opere culturali da altri paesi. Nel settembre 1999, la Corea del Sud ha revocato il divieto di esibizioni dal vivo di musica giapponese, ma solo in locali con una capacità inferiore al 2000 posti. Nel giugno 2000, è diventato legale eseguire musica giapponese in luoghi più grandi e vendere registrazioni musicali provenienti dal Giappone. Tuttavia, fino a gennaio 2004, è rimasto illegale vendere registrazioni contenenti testi in lingua giapponese.
Per fare appello al conservatorismo del paese, le emittenti televisive hanno talvolta ritirato i video musicali che contenevano frasi ritenute inappropriate, come contenuti violenti o sessualmente allusivi. Mentre le tre più grandi reti televisive coreane, KBS, MBC e SBS, hanno vietato tutti i video, l'emittente pubblica KBS è nota per avere seguito pratiche più rigorose e inoltre vietato le canzoni che incoraggiavano comportamenti inappropriati (soprattutto tra i giovani), o contenenti riferimenti a nomi di marchi o parole giapponesi. Ciò si traduce in alcune canzoni, come "Gentleman" del rapper Psy (che è stata bandita da KBS per una scena in cui il cantante prende a calci un cono stradale) che vengono bandite solo da KBS, ma continuano a venir trasmesse da altre reti.
Nel 2010, la Corte Suprema della Corea del Sud ha stabilito che era illegale, ai sensi del National Security Act, possedere musica che elogiasse la Corea del Nord, anche se strumentale, in quanto costituiva un'"espressione benefica verso il nemico".

### Corea del nord
La musica della Corea del Nord è in genere limitata agli artisti e ai gruppi autorizzati dallo stato, la cui musica di propaganda glorifica l'ideologia Juche e la dinastia Kim. La musica straniera e la vecchia musica nordcoreana, che non soddisfano gli standard del governo, sono generalmente vietate. Nel luglio 2015, è stato riferito che Kim Jong-un aveva emesso una direttiva che chiedeva agli ispettori di distruggere CD musicali e cassette contenenti contenuti proibiti, oltre ad aggiungere ulteriori brani alla lista nera (come l'intera colonna sonora del dramma storico Im Kkeok Jeong).
I critici hanno sostenuto che il regime di Kim Jong-un stava diventando selettivamente più aperto ad avere una certa influenza occidentale sulla sua cultura, citando l'inclusione di musica occidentale (come selezioni dalla colonna sonora del film Rocky e la canzone "My Way") e immagini nella performance di debutto del luglio 2012 della Moranbong Band, un ensemble militare tutto al femminile con un suono relativamente contemporaneo rispetto ai precedenti ensemble militari. Nel luglio 2015, venne annunciato che la band slovena Laibach si sarebbe esibita a Pyongyang nell'ambito delle celebrazioni del 70º anniversario della fine del dominio giapponese. Fu il primo concerto rock in assoluto nel paese; la band dichiarò che aveva in programma di eseguire cover di canzoni tradizionali e selezioni da The Sound of Music.

### Iran

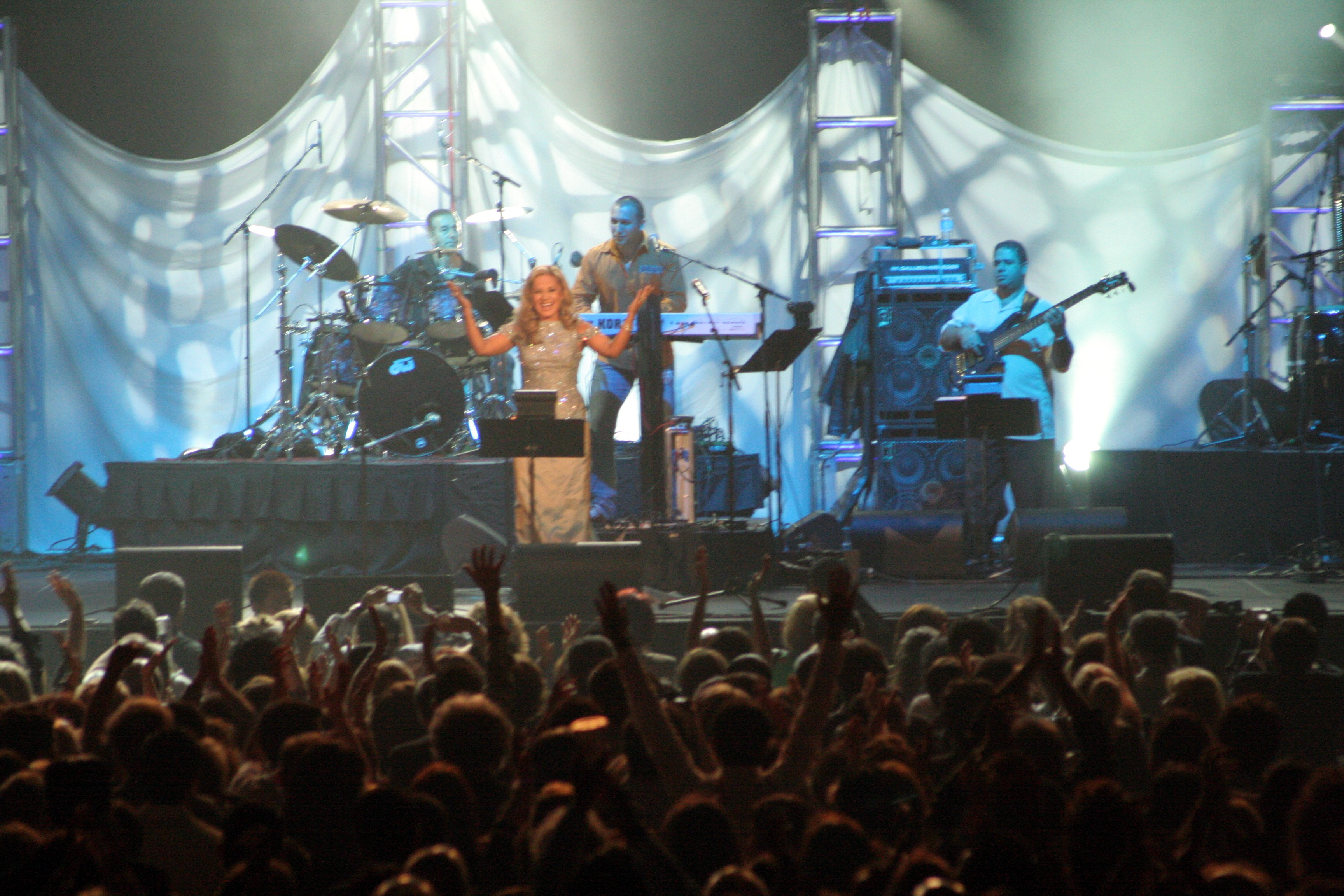
La cantante iraniana Googoosh si esibisce allo Scotiabank Centre di Toronto, Canada.

Nel luglio 1979, sulla scia della rivoluzione iraniana, il leader supremo Ruhollah Khomeyni bandì tutta la musica popolare, considerandola corruttrice per le menti dei giovani. Il divieto spinse molti musicisti iraniani a trasferirsi nella città di Los Angeles per proseguire la loro carriera. Anche Googoosh venne presa di mira dal divieto (sebbene le sue opere fossero rimaste popolari attraverso il mercato nero), e successivamente si rifiutò di esibirsi. Le restrizioni vennero allentate negli anni che seguirono, specialmente sotto il governo del presidente riformista Mohammad Khatami negli anni 1990. Khatami revocò anche i divieti sui gruppi pop maschili (in modo che potessero esibirsi nei concerti in occasione del XX anniversario della Rivoluzione) e iniziò ad autorizzare le esibizioni di cantanti donne a livello internazionale e al pubblico femminile all'interno del paese. Nel 2000, Googoosh venne autorizzata a intraprendere un tour internazionale.
Nel 2005, il presidente Mahmud Ahmadinejad mise al bando la musica occidentale dalle emittenti statali. La mossa giunse poco dopo che il direttore Ali Rahbari si era dimesso dall'Orchestra Sinfonica di Teheran a causa del contraccolpo sull'esecuzione della Sinfonia n. 9 di Beethoven (la prima volta che era stata eseguita in Iran dalla Rivoluzione).
Tutta la musica deve essere approvata dal Ministero della cultura e dell'orientamento islamico; in genere, le pubblicazioni autorizzate sono limitate alla musica popolare, classica e pop tradizionale iraniana. Poiché alcuni hanno affrontato l'azione del governo per scrivere, produrre ed eseguire musica non approvata, molti musicisti iraniani lo fanno come emigranti al di fuori del paese. Tuttavia, ci sono state scene underground fiorenti in generi come hip hop e rock.

### Israele
I compositori tedeschi Richard Strauss e Richard Wagner sono stati considerati figure controverse in Israele a causa delle loro associazioni con la Germania nazista, oltre alle manifestazioni di antisemitismo di Wagner nei confronti della fede ebraica. Sebbene da allora le opere di Strauss siano state eseguite nel paese e le emittenti televisive abbiano trasmesso le opere di Wagner senza polemiche, storicamente c'è stata resistenza alle esibizioni dal vivo della musica di Wagner in Israele, e i concerti che intendevano farlo sono stati accolti con proteste.

### Italia
Anche in Italia c'è una lunga tradizione di censura musicale che risale anche agli inizi del XIX secolo, proseguita poi durante il fascismo e nel dopoguerra e nel periodo repubblicano. Dagli anni sessanta sono incappate nella censura canzoni dei Nomadi, Dio è morto per l'argomento, di Claudio Baglioni, Questo piccolo grande amore per alcuni termini forti, di Lucio Dalla, 4/3/1943 che in origine era intitolata "Gesùbambino" (per alcuni termini piuttosto crudi) e di Roberto Vecchioni, Luci a San Siro per il linguaggio molto esplicito e come denuncia dell'ambiente dei produttori musicali.

### Malaysia
In Malaysia, Paese a maggioranza musulmana, la legge locale proibisce alle stazioni radio di trasmettere brani "offensivi per il sentimento pubblico" o "violanti il buon gusto e la decenza". I riferimenti ad argomenti LGBT sono stati censurati da Born This Way di Lady Gaga per la trasmissione dalle stazioni radio locali perché gli atti omosessuali sono illegali nel paese, mentre "Despacito" è stato ritirato dalle stazioni radio statali della Malaysia a seguito delle preoccupazioni degli ascoltatori per i suoi testi "non islamici".
Anche i concerti in Malaysia sono stati oggetto di censura per rispettare i valori morali del Paese; ad Avril Lavigne venne chiesto di non indossare abiti succinti, saltare, gridare o includere "elementi negativi" in un concerto del 2008 a Kuala Lumpur. Ai cittadini musulmani venne inizialmente vietato di partecipare a un concerto dei Black Eyed Peas, nel 2009, a causa della loro sponsorizzazione della birra Guinness poiché l'alcol è vietato dalla legge della Shari'a (il divieto venne poi revocato dopo che Guinness accettò di cessare la pubblicità del suo coinvolgimento e di non vendere i suoi prodotti durante l'evento), e Adam Lambert accettò di apportare modifiche a un concerto del 2010 a causa delle preoccupazioni che promuovesse la "cultura gay".

### Polonia
Nel maggio 2020, la stazione radiofonica polacca Polskie Radio Program III (gestita dall'emittente statale Polskie Radio) è stata accusata di censurare "Twój ból jest lepszy niż mój" ("Il tuo dolore è meglio del mio"), una canzone di Kazik Staszewski che critica il Partito Legge e Giustizia. La canzone è stata ispirata da una controversia che ha coinvolto il leader del partito Jarosław Kaczyński che aveva visitato le tombe di sua madre e del fratello gemello, Lech Kaczyński, in un cimitero di Varsavia, anche se era chiuso al pubblico a causa delle restrizioni sulla pandemia di COVID-19. La canzone non fa riferimento al partito o a Kaczyński per nome.
Quando il brano "Twój ból jest lepszy niż mój" è arrivato al numero uno della classifica settimanale della stazione radio, il 15 maggio, questa ha soppresso la classifica e tutti i riferimenti alla canzone dal suo sito web. Il direttore della stazione Tomasz Kowalczewski ha accusato il conduttore del programma, Marek Niedźwiecki, di aver truccato la classifica a favore della canzone di Kazik. Bartosz Gil, che lavorava allo show, ha sostenuto che l'affermazione di Kaczyński era falsa e lo ha accusato di aver preso di mira specificamente la canzone. La domenica successiva, Niedźwiecki ha annunciato le sue dimissioni immediate dalla stazione e ha anche minacciato un'azione legale contro l'emittente per false accuse di frode. Il 16 maggio, il capo della musica di Polskie Radio, Piotr Metz, ha rivelato che, dopo la messa in onda della classifica, Kowalczewski gli aveva ordinato tramite SMS di rimuovere "Twój ból jest lepszy niż mój" dalla libreria musicale della stazione. Metz si è dimesso dalla stazione. La stazione ha anche affrontato minacce di boicottaggio da parte di membri dell'industria musicale polacca. Il vice primo ministro Jadwiga Emilewicz ha sostenuto che "la libertà artistica non dovrebbe mai essere incatenata in alcun modo, anche quando l'artista ha un'opinione diversa".

### Regno Unito

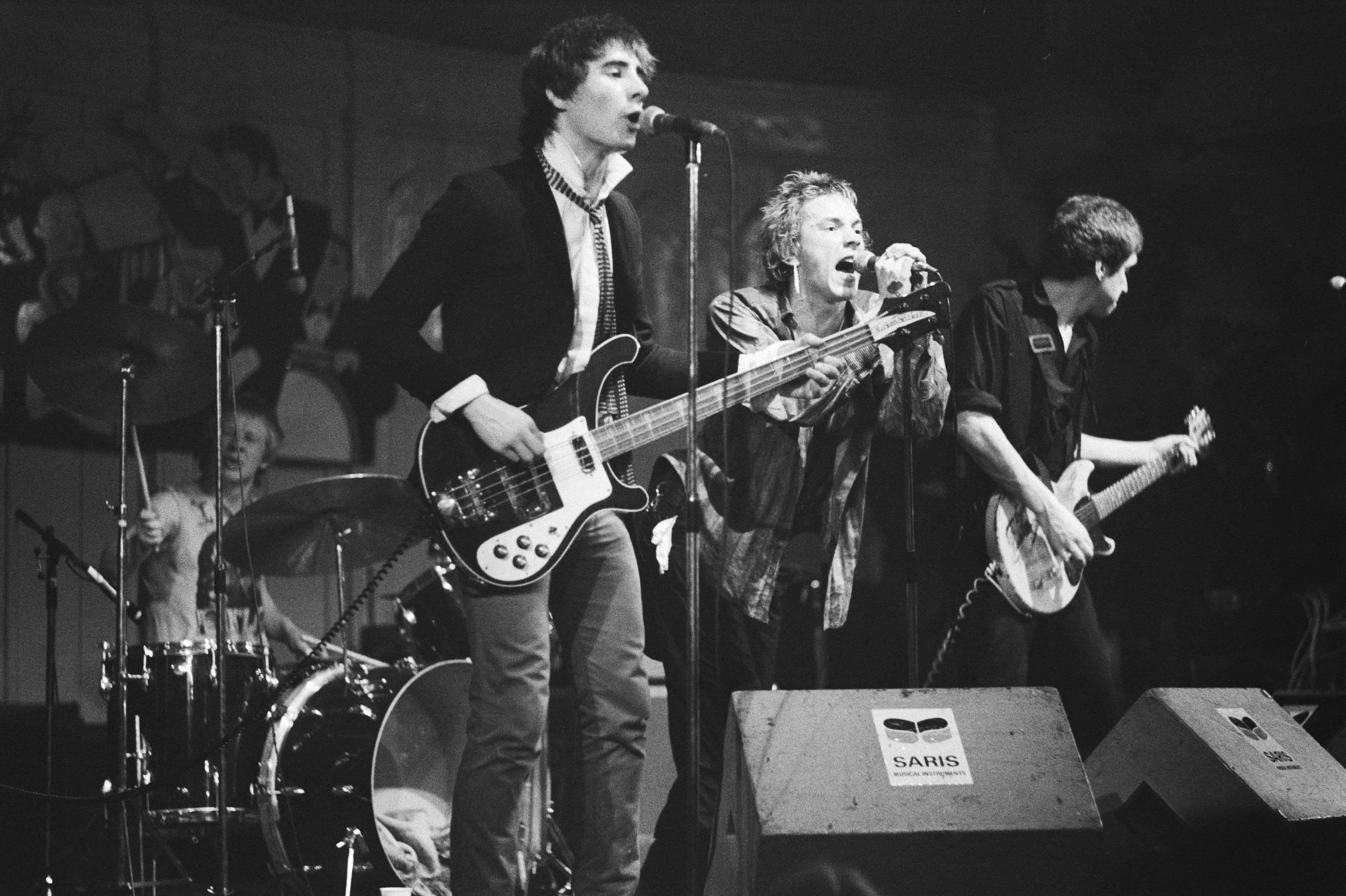
" God Save the Queen" dei Sex Pistols è stata bandita dalle stazioni radio e presumibilmente soppressa dall'essere la canzone numero uno nel Regno Unito, a causa delle sue critiche al governo e alla monarchia britannici.

Il regolatore delle telecomunicazioni Ofcom ha il potere di biasimare le emittenti per la riproduzione di brani e video musicali che violano le sue linee guida sui contenuti dannosi o offensivi. La British Phonographic Industry (BPI) ha adottato il programma di etichettatura Recording Industry Association of America (RIAA) Parental Advisory; nel luglio 2011 il BPI ha pubblicato le linee guida per l'utilizzo del logo sulle piattaforme di streaming digitale.
La BBC era storicamente nota per aver censurato varie canzoni dall'essere riprodotte sulle sue stazioni radiofoniche e televisive; dagli anni 1930 agli anni 1960, aveva vietato canzoni come "Hold My Hand" per i suoi riferimenti religiosi, arrangiamenti pop di brani classici (sebbene escludendo "Sabre Dance" perché "un classico molto amato la cui perversione non vorremmo incoraggiare"), e durante la seconda guerra mondiale, canzoni che erano "scintille nei sentimenti", come "I'll Be Home for Christmas", a causa delle preoccupazioni che avrebbero influenzato il morale dei soldati. "Mack the Knife" è stata anche bandita dalle trasmissioni radiofoniche al di fuori dell'L'opera da tre soldi, poiché la BBC riteneva che sarebbe stata offensiva al di fuori del contesto dell'opera. "Lola dei The Kinks venne brevemente bandita dalle regole contro la pubblicità indoretta della BBC, poiché i suoi testi contengono riferimenti al marchio Coca-Cola. Nel bel mezzo di un tour americano, il cantante Ray Davies tornò a Londra per registrare nuovamente il testo come "cherry cola".
Il singolo del 1977 dei Sex Pistols, God Save the Queen, suscitò controversie al momento della sua uscita, poiché era critico nei confronti del governo e della monarchia britannici (tra le altre cose, riferendosi al Regno Unito come "regime fascista"), ed era stato pubblicato durante l'anno del giubileo d'argento della regina Elisabetta II. "God Save the Queen" venne bandita dalla BBC e da tutte le stazioni radio locali indipendenti, ma raggiunse comunque la posizione numero 2 nella UK Singles Chart durante la settimana della celebrazione ufficiale del Giubileo. Venne affermato che le regole della classifica erano state modificate, per quella settimana, escludendo le vendite dei negozi di dischi che avevano venduto i propri dischi (in questo caso, Virgin), in uno sforzo deliberato per impedire alla controversa canzone di raggiungere il primo posto e causare un'offesa maggiore.
La canzone di Frankie Goes to Hollywood, Relax, generò polemiche a causa dei suoi testi; il coro conteneva doppi sensi come "quando vuoi succhiarlo" e "quando vuoi venire", che sono stati interpretati come riferimenti obliqui rispettivamente al sesso orale e all'eiaculazione. L'11 gennaio 1984, il DJ mattutino di Radio 1, Mike Read, bloccò la canzone in onda durante una carrellata di classici per sottolineare i suoi testi "osceni" e annunciò che non l'avrebbe più trasmessa durante il suo spettacolo. La BBC successivamente limitò la trasmissione alle ore serali. Quando la band rilasciò dichiarazioni in un'intervista al Daily Express confermando la possibilità di connotazioni sessuali nei testi, la BBC vietò completamente la messa in onda di "Relax". Il divieto aumentò l'interesse per il singolo, facendolo diventare la canzone numero uno in Gran Bretagna solo due settimane dopo.
Nel dicembre 2007, BBC Radio 1 iniziò a trasmettere una versione della popolare canzone natalizia dei The Pogues, Fairytale of New York, che censurava le parole "frocio" e "sgualdrina" da uno dei suoi versi. La BBC citò le preoccupazioni per gli insulti omofobici, nonostante la canzone fosse stata storicamente trasmessa senza censura. Anche la parola "culo" venne censurata su MTV. La BBC annullò la decisione dopo che venne criticata dagli ascoltatori, dalla band stessa e dalla madre della cantante protagonista della canzone, Kirsty MacColl. Il controller di Radio 1, Andy Parfitt, affermò che "anche se non perdoneremo mai pregiudizi di alcun tipo, sappiamo che il nostro pubblico è abbastanza intelligente da distinguere tra malizia e libertà creativa. Nel contesto di questa canzone, non sento che ci sia alcun intento negativo dietro l'uso delle parole, da qui l'inversione della decisione." Tredici anni dopo, nel novembre 2020, è stato annunciato che Radio 1 sarebbe tornata a riprodurre la versione censurata, sebbene altre stazioni come Radio 2 trasmettessero l'originale. C'è anche una registrazione alternativa in cui MacColl sostituisce "frocio" con "smunto".
Poiché l'argomento sadomaso della canzone era ritenuto troppo inappropriato per la trasmissione, BBC Radio 1 ha trasmesso una versione modificata della canzone di Rihanna, S&M, durante le ore diurne e si è riferita alla canzone usando il titolo alternativo "Come On". Poiché Rihanna si è opposta alla censura del titolo della canzone, la BBC ha successivamente realizzato il compromesso di riferirsi alla canzone come "S&M (Come On)". Per gli stessi motivi, Ofcom ha ritenuto che il video musicale della canzone non fosse idoneo per la trasmissione nelle ore diurne.
Dopo la morte, nel 2013, dell'ex primo ministro Margaret Thatcher, la canzone "Ding-Dong! The Witch Is Dead", dal film Il mago di Oz, raggiunse il numero 2 nella classifica dei singoli del Regno Unito, come risultato di una campagna sui social media che celebrava la morte della controversa Primo ministro. BBC Radio 1 non trasmise l'intera canzone durante il programma The Official Chart, ma soltanto un breve frammento accompagnato da un rapporto Newsbeat sulla campagna. L'azione portò a lamentele secondo cui la BBC stava deliberatamente censurando la canzone a causa della sua negatività in questo contesto, osservando che "I'm in Love with Margaret Thatcher" dei Notsensibles (che era considerata come parte di uno sforzo per contrastare la campagna dei "Witch") era stata trasmessa per intero in precedenza nello spettacolo. L'Editorial Standards Committee della BBC Trust confermò la sua decisione di non riprodurre la canzone, a causa del suo contesto, durante la celebrazione della morte della Thatcher.
"Bugiarda bugiarda GE2017", una canzone pubblicata durante la corsa alle elezioni generali del 2017 e critica nei confronti del primo ministro Theresa May, non è stata trasmessa dalle stazioni radio britanniche a causa delle norme di trasmissione in vigore durante le campagne elettorali, che vietano la pubblicità politica e richiedono una copertura imparziale. Nonostante la soppressione, la canzone riuscì comunque a raggiungere la posizione numero 4 nella UK Singles Chart.

### Stati Uniti d'America

L'etichetta Parental Advisory è stata adottata volontariamente dall'industria musicale statunitense per designare registrazioni che potrebbero contenere contenuti discutibili.

Mentre la musica può essere classificata come una forma di espressione protetta ai sensi del Primo Emendamento, ci sono ancora stati casi di censura volontaria all'interno dell'industria musicale, in particolare per quanto riguarda la protezione dei bambini dall'essere esposti a argomenti inappropriati alla loro età, obiezioni aziendali all'opera di un artista e dalle emittenti radiofoniche e televisive a rispettare le norme della Federal Communications Commission (FCC). Il caso della Corte Suprema del 1978 FCC v. Pacifica Foundation ha stabilito che la FCC aveva il potere di regolamentare la trasmissione di contenuti considerati "indecenti" sulla radio e televisione terrestre.
Nel 1985, il Parents Music Resource Center (PMRC), fondato da Tipper Gore, pubblicò "Filthy Fifteen", un elenco di quindici canzoni ritenute le più discutibili a causa dei loro riferimenti a droghe e alcol, atti sessuali, violenza, o attività "occulte". Il gruppo ha spinto per l'adozione di un sistema di rating e per la stampa dei testi sulle copertine posteriori degli album in modo che potessero essere visualizzati in anteprima dai genitori. La Recording Industry Association of America (RIAA) si è opposta a queste proposte; durante un'audizione al Senato sulla questione, a settembre, musicisti come John Denver e Frank Zappa hanno sostenuto che tali linee guida avrebbero inibito la libera espressione. Zappa, in particolare, ha sostenuto che la proposta del PMRC di un metodo per "assistere i genitori sconcertati nella determinazione dell'"idoneità" dei dischi ascoltati dai "bambini molto piccoli" ridurrebbe la musica americana al "livello intellettuale di un cartone animato del sabato mattina.
A seguito delle audizioni, la RIAA ha introdotto un'etichetta di Parental Advisory standard (che ha assunto la sua forma attuale ("Parental Advisory - Explicit Content") nel 1994 a seguito di audizioni successive), che è progettata per essere applicata alla copertina di canzoni e album che contengono "un linguaggio forte o raffigurazioni di violenza, sesso o abuso di sostanze in misura tale da meritare la notifica dei genitori". Il marchio Parental Advisory è uno schema volontario; alcuni rivenditori, in particolare Walmart hanno adottato una politica aziendale per non immagazzinare alcuna versione musicale che porta l'etichetta.
Il gangsta rap ha generato polemiche a causa del suo argomento spesso provocatorio. "Fuck tha Police", una canzone dell'album di debutto degli N.W.A, Straight Outta Compton, si è rivelata particolarmente controversa; la canzone critica la brutalità della polizia e la profilazione razziale e contiene testi che condannano la violenza contro gli agenti di polizia. Anche l'attivista per i diritti civili C. Delores Tucker si è distinta per la sua opposizione al gangsta rap. Era nota per la distribuzione di volantini fuori dai negozi di dischi e per l'acquisto di azioni in società di media in modo da poter protestare contro le canzoni alle assemblee degli azionisti. La Tucker è stata notevolmente criticata in altre canzoni per le sue critiche al genere, tra cui "How Do U Want It" di Tupac. Lei ha citato in giudizio la proprietà di Tupac per disagio emotivo e calunnia sulla canzone; la causa è stata poi respinta.
Nel 1990, l'attivista politico della Florida Jack Thompson prese di mira i 2 Live Crew di Miami e il loro album As Nasty As They Wanna Be (che conteneva canzoni come "Me So Horny"), sostenendo che fosse osceno. Nel marzo 1990, il gruppo ha intentato una causa, in un tribunale distrettuale degli Stati Uniti, per ribaltare una sentenza della Contea di Broward che aveva dichiarato osceno l'album, ma è stata confermata dal giudice Jose Alejandro Gonzalez Jr. Nel 1992, la Corte d'Appello dell'Undicesimo Circuito annullò la sentenza Gonzalez, poiché il caso presentava prove insufficienti che l'album soddisfacesse la definizione di oscenità stabilita dalla Corte Suprema (che include una mancanza di merito artistico).
Il canale televisivo MTV era noto anche per la censura di contenuti discutibili dai video musicali e per la limitazione di alcuni video particolarmente controversi alla trasmissione in onda a tarda notte, come " Smack My Bitch Up dei The Prodigy a causa delle sue immagini violente e dei testi misogini, e Baby Got Back di Sir Mix-a-Lot per il suo soggetto. Anche diversi video di Madonna sono stati bannati dal canale, tra cui "Justify My Love" e "Erotica" perché a sfondo sessuale. A causa del suo contenuto violento, MTV e il canale gemello VH1 hanno trasmesso "What It Feels Like for a Girl" solo una volta a tarda notte in occasione della sua prima mondiale, e si sono rifiutati di aggiungerlo alla loro normale rotazione. L'etichetta di Madonna ha successivamente cercato altri sbocchi per il video: la rete via cavo femminile Oxygen lo ha mandato in onda durante il suo programma musicale Daily Remix, AOL lo ha trasmesso in streaming online ed è stato pubblicato su DVD.
Il 1º febbraio 2004 durante lo show dell'intervallo del Super Bowl XXXVIII prodotto da MTV (trasmesso in televisione dalla sua sorella aziendale CBS), è stato esposto "accidentalmente" il seno di Janet Jackson da Justin Timberlake alla conclusione dello spettacolo. In risposta allo spettacolo, così come ad altri recenti incidenti riguardanti usi inaspettati di parolacce durante i programmi televisivi in diretta (imprecazioni fugaci), la FCC ha lanciato un'importante repressione contro il materiale indecente trasmesso dalle stazioni radio e televisive terrestri. Alcune stazioni radio rock hanno rimosso o censurato alcune canzoni in modo da non entrare in conflitto con l'applicazione più rigorosa, mentre MTV ha spostato diversi video, con immagini sessualmente allusive, nelle trasmissioni a tarda notte.
Come conseguenza immediata della controversia sui programmi preserali, Janet Jackson è stata inserita nella lista nera dalla CBS e dalla società madre di MTV, Viacom. La musica della Jackson è stata ritirata dalla televisione e dalla radio di proprietà di Viacom, ed è stata anche rimossa dal 46° Grammy Awards trasmesso dalla CBS la settimana successiva, dove la Jackson era stata programmata per introdurre un tributo a Luther Vandross. La CBS ha anche mandato in onda la cerimonia con un ritardo di cinque minuti al fine di garantire che durante la trasmissione televisiva non venissero visualizzati contenuti discutibili. La lista nera ha causato che l'album di Janet Jackson, Damita Jo, che è stato pubblicato il mese successivo, ha venduto di meno a causa della riduzione della promozione e della diffusione del singolo.

### Vietnam
Durante la guerra del Vietnam, la musica popolare del Vietnam del Sud, che era principalmente associata al bolero latino americano, divenne colloquialmente nota come musica gialla, in opposizione alla musica rossa approvata dal governo comunista del Vietnam del Nord. Dopo la caduta di Saigon, nel 1975, la musica fu bandita del tutto. Coloro i quali fossero stati sorpresi ad ascoltare la musica gialla, dopo la riunificazione del Vietnam del Nord e del Sud, sarebbero stati puniti e la loro musica sarebbe stata confiscata e distrutta. Molti artisti sudvietnamiti emigrarono negli Stati Uniti e continuarono a cantare in esilio. Nel 1986, il divieto fu alleggerito e le canzoni d'amore potevano essere scritte di nuovo, ma a quel punto l'industria musicale aveva cessato di esistere.
Il governo del Vietnam comunista unificato ha vietato la vendita di musica vietnamita all'estero, compresi spettacoli di varietà come Asia e Paris by Night. Negli ultimi anni, tuttavia, il bolero è tornato a essere popolare, poiché diversi cantanti stranieri si sono esibiti in Vietnam. Inoltre, le serie televisive di concorsi canori come Boléro Idol sono diventate popolari, con cantanti che eseguono canzoni, comprese quelle precedentemente vietate.